# Xã Fogleman, Quận Crittenden, Arkansas
Xã Fogleman (tiếng Anh: Fogleman Township) là một xã thuộc quận Crittenden, tiểu bang Arkansas, Hoa Kỳ. Năm 2010, dân số của xã này là 1.029 người.